# Maria Redaelli-Granoli
Maria Angela Redaelli-Granoli(ur. 3 kwietnia 1899 w Lombardii, zm. 2 kwietnia 2013 tamże) – włoska superstulatka, najstarsza Europejka (od 8 czerwca 2012). 
Jej mężem był Gaspare Granoli (zm. 1974), z zawodu hutnik. Mieli dwoje dzieci: Luigiego i Carale (ur. 1924). Maria pracowała przez ponad 40 lat w przędzalni jedwabiu. Przez większość życia cieszyła się dobrym zdrowiem – była w stanie chodzić do końca życia bez pomocy balkonika. Zmarła dzień przed swoimi 114. urodzinami w Lombardii.